# Айтаска (тауншип, Миннесота)
Айтаска (англ. Itasca) — тауншип в округе Клируотер, Миннесота, США. На 2000 год его население составило 136 человек.

## География
По данным Бюро переписи населения США площадь тауншипа составляет 92,9 км², из которых 89,0 км² занимает суша, а 3,8 км² — вода (4,13 %).

## Демография
По данным переписи населения 2000 года здесь находились 136 человек, 56 домохозяйств и 42 семьи. Плотность населения —  1,5 чел./км². На территории тауншипа расположено 117 построек со средней плотностью 1,3 построек на один квадратный километр. Расовый состав населения: 91,18 % белых, 1,47 % афроамериканцев, 2,21 % коренных американцев, 1,47 % азиатов, 0,74 % — других рас США и 2,94 % приходится на две или более других рас. Испанцы или латиноамериканцы любой расы составляли 0,74 % от популяции тауншипа.
Из 56 домохозяйств в 25,0 % воспитывались дети до 18 лет, в 71,4 % проживали супружеские пары, в 1,8 % проживали незамужние женщины и в 25,0 % домохозяйств проживали несемейные люди. 19,6 % домохозяйств состояли из одного человека, при том 10,7 % из — одиноких пожилых людей старше 65 лет. Средний размер домохозяйства — 2,43, а семьи — 2,76 человека.
21,3 % населения — младше 18 лет, 6,6 % — в возрасте от 18 до 24 лет, 26,5 % — от 25 до 44, 32,4 % — от 45 до 64, и 13,2 % — старше 65 лет. Средний возраст — 42 года. На каждые 100 женщин приходилось 106,1 мужчин. На каждые 100 женщин старше 18 приходилось 118,4 мужчин.
Средний годовой доход домохозяйства составлял 28 750 долларов, а средний годовой доход семьи —  41 250 долларов. Средний доход мужчин —  31 875  долларов, в то время как у женщин — 24 375. Доход на душу населения составил 14 296 долларов. За чертой бедности находились 5,3 % семей и 8,7 % всего населения тауншипа, из которых 8,3 % старше 65 лет.